# Ernst Gramss

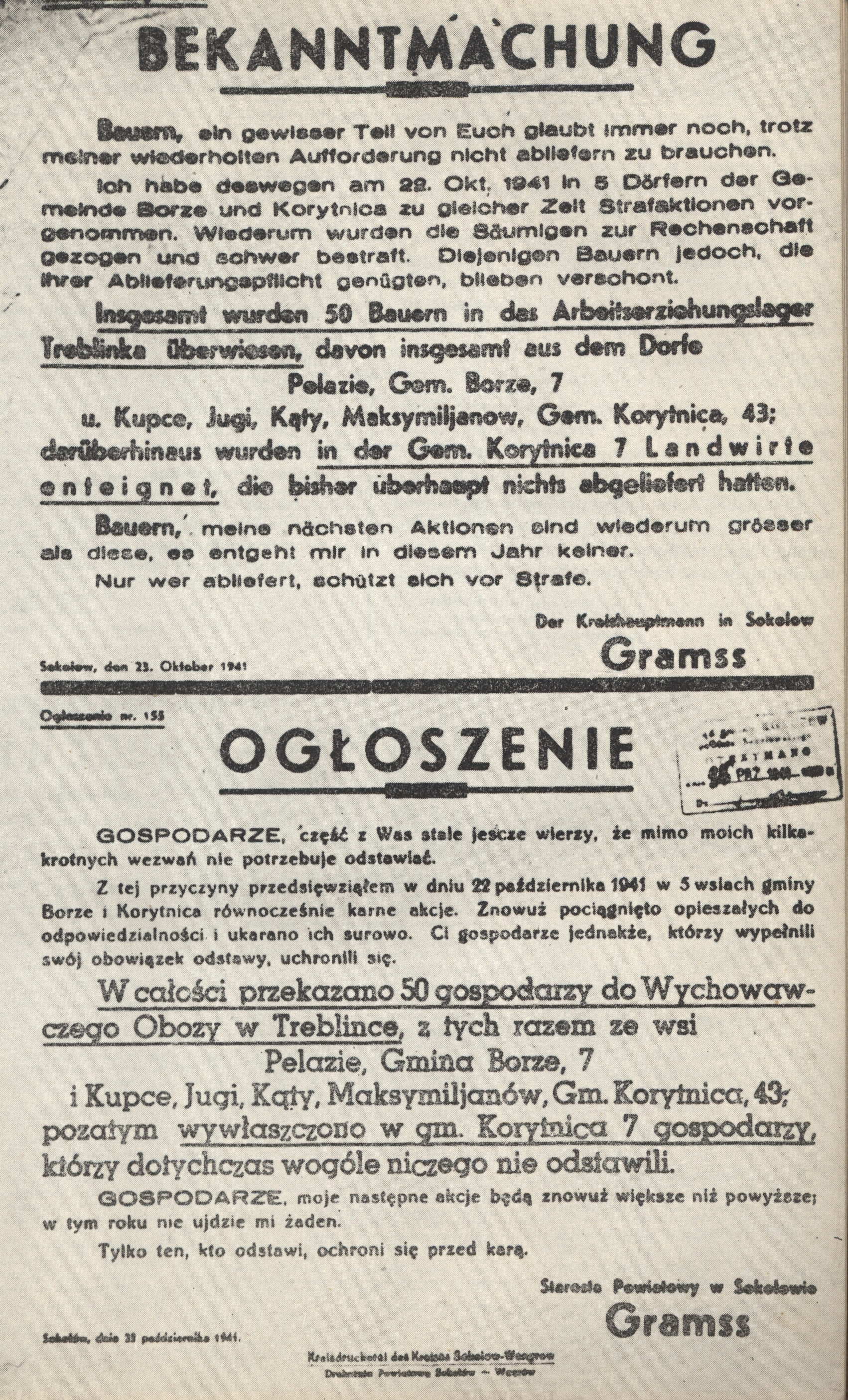
Ogłoszenie starosty Gramssa o osadzeniu 50 rolników z gmin Borze i Korytnica w obozie pracy w Treblince

Ernst Gramss (ur. 17 grudnia 1899 w Augsburgu, data śmierci nieznana) – członek NSDAP, SS-Sturmbannführer, w okresie okupacji niemieckiej starosta powiatu sokołowsko-węgrowskiego, zbrodniarz wojenny.

## Życiorys
Z wykształcenia był rolnikiem dyplomowanym. W latach 1918–1919 odbył służbę wojskową w szeregach armii niemieckiej. W okresie międzywojennym mieszkał w Monachium. Niektóre źródła podają, że przed wybuchem II wojny światowej był zatrudniony w strukturach ministerstwa rolnictwa III Rzeszy.
Od 1932 roku był członkiem NSDAP. Wstąpił również w szeregi SS; w 1940 roku uzyskał awans do stopnia SS-Sturmbannführera. Był posiadaczem złotej odznaki partyjnej.
W latach 1940–1944 przebywał w okupowanej Polsce, piastując stanowisko starosty powiatu sokołowsko-węgrowskiego w dystrykcie warszawskim Generalnego Gubernatorstwa. Zamieszkał w pałacu Zbigniewa Malewicza w Przeździatce. Był współodpowiedzialny za liczne zbrodnie na ludności polskiej i żydowskiej popełnione na podległym mu terenie przez niemiecki aparat policyjny i administracyjny. Wielokrotnie osobiście kierował akcjami represyjnymi, na przykład pacyfikacją Paulinowa i Dzierzb Włościańskich. Latem 1941 roku z jego inicjatywy utworzono karny obóz pracy w Treblince (tzw. Treblinka I). Później, na mocy decyzji Gramssa, osadzono w tym obozie setki mieszkańców powiatu.
W 1943 roku żołnierze Armii Krajowej trzykrotnie usiłowali zlikwidować Gramssa. Zamachy na jego życie – przeprowadzone 27 maja, we wrześniu i 26 października tegoż roku – zakończyły się jednak niepowodzeniem.
Pod koniec lipca 1944 roku, w związku ze zbliżaniem się frontu wschodniego, Gramss wraz z podległym mu personelem ewakuował się z Sokołowa Podlaskiego. Wcześniej dopilnował zniszczenia najważniejszych obiektów w mieście. Jego dalsze losy są nieznane.